# Auckland City Hospital
Pour les articles homonymes, voir ACH.
Auckland City Hospital est un hôpital public situé à Grafton, Auckland, Nouvelle-Zélande. C'est le plus grand hôpital de Nouvelle-Zélande, ainsi que l'un des plus anciens établissements médicaux du pays. Il offre un total de 1 165 lits (en date de 2021). Il a été créé en 2003 en tant que fusion de l'hôpital d'Auckland (soins aigus pour adultes), de l'hôpital Starship (soins aigus pour enfants), de l'hôpital Green Lane (soins cardio-thoraciques) et du National Women's Hospital (maternité, nouveau-né et obstétrique et gynécologie). Les hôpitaux d'Auckland sont gérés par le Conseil de santé du district d'Auckland (en) depuis 2001.

## Importance
Le service des urgences voit à lui seul environ 47 000 patients par an (plus de 55 000 en 2008), dont 44 % sont traités en hospitalisation. Colocalisé avec son service d'urgence se trouve le service d'urgence pour enfants, qui reçoit 30 000 autres patients par an, faisant du campus l'un des plus fréquentés d'Australasie.
L'hôpital est également un centre de recherche et d'enseignement, offrant une formation aux futurs médecins, infirmières, sages-femmes et autres professionnels de la santé. Des conditions médicales rares ou complexes de toute la Nouvelle-Zélande peuvent être référées ici. L'hôpital est étroitement associé au Starship Children's Health, un établissement subsidiaire distinct sur le même terrain, situé juste au nord-ouest de l'hôpital de la ville.

## Histoire

### Bâtiments précédents

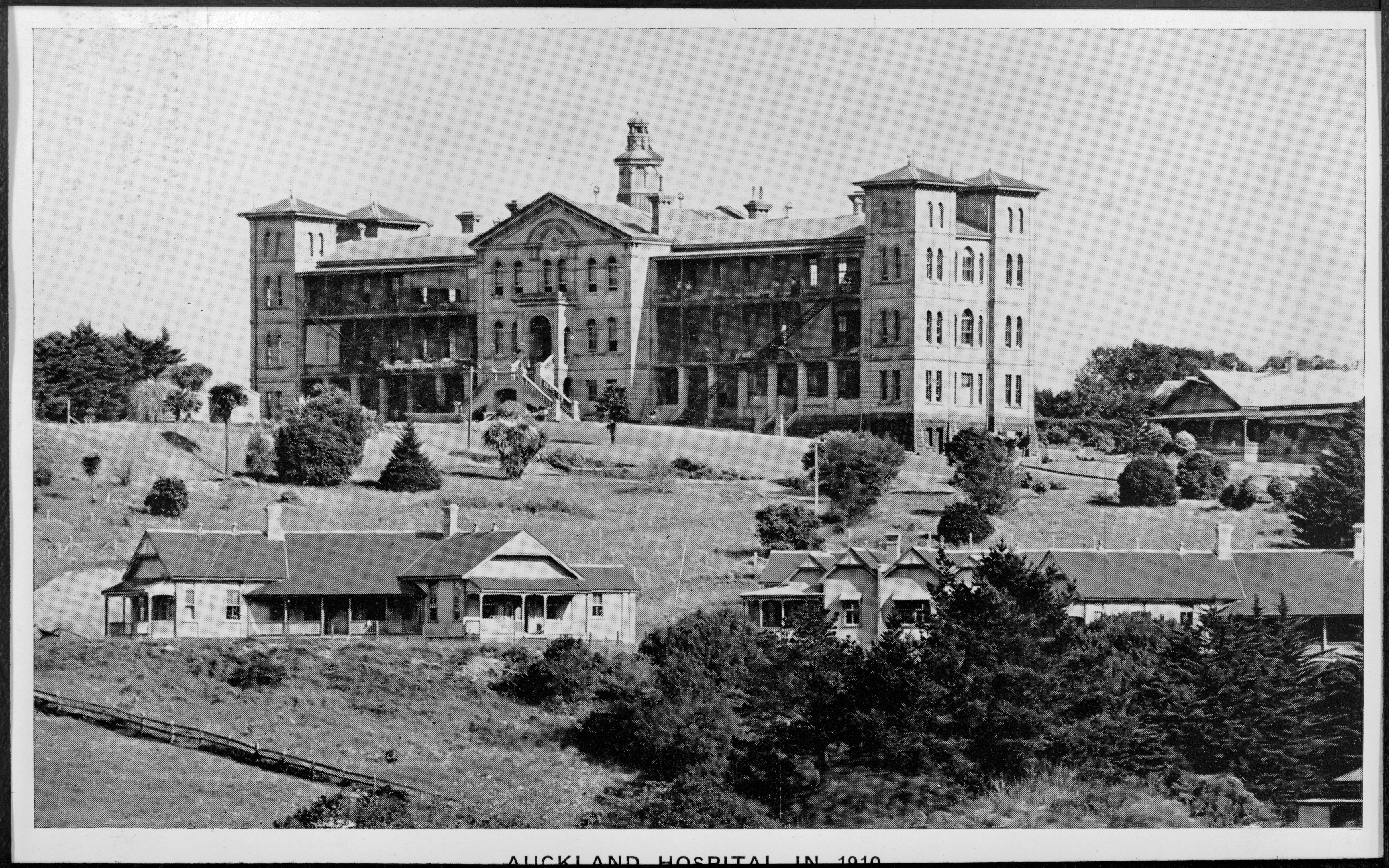
Hôpital d'Auckland, 1910

Initialement, l'hôpital d'Auckland était logé dans un bâtiment en bois qui occupait le site de l'hôpital municipal d'Auckland de 1846 à 1877, offrant quatre salles de 10 lits chacune, et ayant été conçu par Frederick Thatcher (en), l'architecte de l'église St Mary à Parnell. L'hôpital a traité à la fois les Européens et les Maoris, bien que les maladies soient différentes, les Pakeha étant traités principalement pour les effets de l'abus d'alcool, tandis que les Maoris venaient pour un traitement contre la tuberculose et les rhumatismes. Thomas Moore Philson (en) a été surintendant de l'hôpital de 1859 à 1883.
En 1877, un nouveau bâtiment de style à l'italienne a été construit pour 25 000 £, conçu par Philip Herepath, architecte du gouvernement provincial. Administré par T.M. Philson, le nouvel hôpital est devenu connu pour prendre en charge de nombreuses affaires caritatives mais, en partie en réponse, était également continuellement en sous-effectif et surpeuplé. Il y avait aussi des plaintes au sujet de la formation limitée du personnel, qui n'a changé qu'avec l'embauche d'une nouvelle matrone, Annie Alice Crisp, en 1883. Ayant été formée dans la nouvelle tradition de Florence Nightingale, on lui attribue la transformation de l'hôpital d'une « institution pour vieillards alcooliques » en un véritable hôpital et l'institution d'une véritable formation d'infirmière. Son titre était Lady Superintendent et elle a reçu la Croix-Rouge royale en 1894.

### Bâtiments actuels

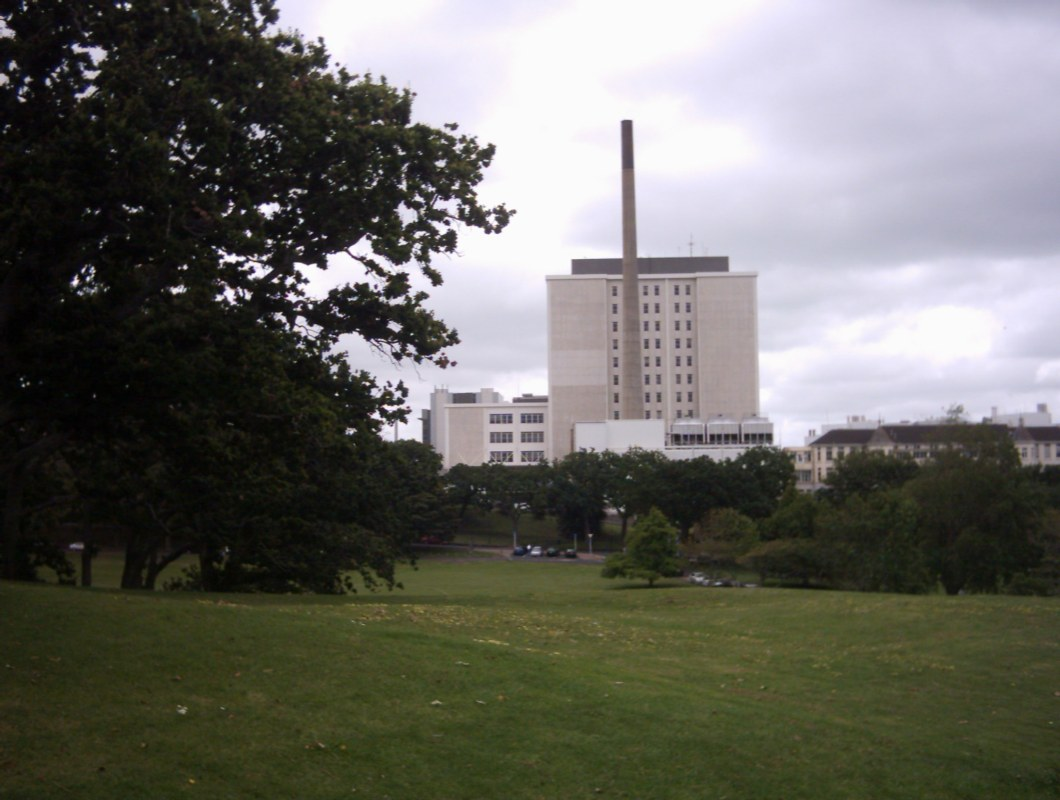
La partie la plus ancienne de l'hôpital municipal d'Auckland, maintenant le bâtiment de soutien, vue depuis le domaine d'Auckland. Visible en face se trouve la cheminée du chauffage central du complexe.

Le bâtiment Herepath a été démoli en 1964 pour faire place à une nouvelle structure conçue par les architectes Stephenson & Turner (en), qui a été achevée en 1967 et qui existe toujours.
Lors des réformes de santé du système de santé néo-zélandais au début des années 90, l'hôpital d'Auckland était géré comme une entreprise - dans le modèle des entreprises publiques néo-zélandaises (en), c'est-à-dire avec l'instruction de générer des bénéfices. Conformément à cette politique, l'hôpital d'Auckland était officiellement connu sous le nom d' Auckland Crown Health Enterprise.
L'établissement hospitalier actuel, ouvert en 2003, est un amalgame de quatre hôpitaux auparavant distincts : l'hôpital d'Auckland (soins aigus pour adultes), l'hôpital Starship (soins aigus pour enfants), l'hôpital Green Lane (soins cardio-thoraciques) et le National Women's Hospital (maternité, nouveau-né et gynécologie obstétrique).
L'hôpital est situé dans un bâtiment de 180 millions de dollars néo-zélandais qui a été construit entre 2000 et 2003. Il est haut de neuf niveaux, cinq niveaux de moins que la partie la plus ancienne de l'hôpital, devenue le bâtiment de soutien. La nouvelle structure avec 75 575 m2 est l'un des plus grands bâtiments publics de Nouvelle-Zélande. Il a été conçu par Jasmax en collaboration avec McConnel Smith et Johnson Architects Sydney, et construit par Fletcher Construction (en).

## Installations
Le bâtiment de soutien (ancien hôpital) contient principalement des bureaux administratifs, un soutien clinique et ménager, une physiothérapie et une ergothérapie, le service de greffe de moelle osseuse, certains services d'hospitalisation et de consultation externe ainsi que des installations d'enseignement et de recherche. Le bâtiment de soutien est une partie centrale du complexe hospitalier et est relié à la nouvelle section du bâtiment par une passerelle.